# Hoplocnemis karrooana
Hoplocnemis karrooana är en skalbaggsart som beskrevs av Louis Albert Péringuey 1902. Hoplocnemis karrooana ingår i släktet Hoplocnemis och familjen Melolonthidae. Inga underarter finns listade i Catalogue of Life.